# North Vancouver—Capilano
Ne doit pas être confondu avec North Vancouver-Capilano (circonscription britanno-colombienne).
Circonscription électorale fédérale du Canada
North Vancouver—Capilano (auparavant North Vancouver (1988-2025)), est une circonscription électorale fédérale canadienne dans la province de la Colombie-Britannique située dans la région métropolitaine de Vancouver au sud-ouest de la province.
La circonscription comprend la cité de North Vancouver et la majorité du district de North Vancouver.
À la suite du redécoupage de la carte électorale de 2022, la circonscription est renommée, et ses limites modifiées par l'ajout d'une partie de la ville de West Vancouver prise sur West Vancouver—Sunshine Coast—Sea to Sky Country et par la réduction de son territoire du côté est au profit de Burnaby-Nord—Seymour.
Les circonscriptions limitroophes sont :
- au nord et à l'ouest : West Vancouver—Sunshine Coast—Sea to Sky Country
- à l'est : Coquitlam—Port Coquitlam et Burnaby-Nord—Seymour
- au sud : Vancouver-Centre et Vancouver-Est[4]

## Députés
| Législature                                                                                           | Années        | Député | Député             | Parti                     |
| --- | ------------- | ------ | ------------------ | ------------------------- |
| North Vancouver issue de North Vancouver—Burnaby et Capilano                                          |               |        |                    |                           |
| 34e                                                                                                   | 1988–1993     |        | Chuck Cook         | Progressiste-conservateur |
| 35e                                                                                                   | 1993–1997     |        | Ted White          | Réformiste                |
| 36e                                                                                                   | 1997–2000     |        | Ted White          | Réformiste                |
| 36e                                                                                                   | 2000-2000     |        | Ted White          | Alliance canadienne       |
| 37e                                                                                                   | 2000–2003     |        | Ted White          | Alliance canadienne       |
| 37e                                                                                                   | 2003-2004     |        | Ted White          | Conservateur              |
| 38e                                                                                                   | 2004–2006     |        | Don Bell           | Libéral                   |
| 39e                                                                                                   | 2006–2008     |        | Don Bell           | Libéral                   |
| 40e                                                                                                   | 2008–2011     |        | Andrew Saxton      | Conservateur              |
| 41e                                                                                                   | 2011–2015     |        | Andrew Saxton      | Conservateur              |
| 42e                                                                                                   | 2015–2019     |        | Jonathan Wilkinson | Libéral                   |
| 43e                                                                                                   | 2019–2021     |        | Jonathan Wilkinson | Libéral                   |
| 44e                                                                                                   | 2021–2025     |        | Jonathan Wilkinson | Libéral                   |
| North Vancouver–Capilano issue de North Vancouver et West Vancouver—Sunshine Coast—Sea to Sky Country |               |        |                    |                           |
| 45e                                                                                                   | 2025–en cours |        | Jonathan Wilkinson | Libéral                   |

## Résultats électoraux
Modèle:Élection générale canadienne de 2025 — North Vancouver—Capilano
|       | Candidat           | Parti             | # de voix | % des voix |
|       | (X) Andrew Saxton  | Conservateur      | +17 301,  | 37,97 %    |
|       | Jonathan Wilkinson | Libéral           | +17 665,  | 38,77 %    |
|       | Carleen Thomas     | NPD               | +05 015,  | 11,01 %    |
|       | Claire Thomas      | Vert              | +05 350,  | 11,74 %    |
|       | Ismet Yetisen      | Parti libertarien | +00136,   | 0,3 %      |
|       | Payam Azad         | Indépendant       | +00094,   | 0,21 %     |
| Total | Total              | Total             | 45 561    | 100 %      |

|       | Candidat           | Parti        | # de voix | % des voix |
|       | (x) Andrew Saxton  | Conservateur | +28 996,  | 48,62 %    |
|       | Taleeb Noormohamed | Libéral      | +17 665,  | 29,62 %    |
|       | Michael Charrois   | NPD          | +09 617,  | 16,13 %    |
|       | Greg Dowman        | Vert         | +03 004,  | 5,04 %     |
|       | Nick Jones         | Indépendant  | +00350,   | 0,59 %     |
| Total | Total              | Total        | 59 632    | 100 %      |

|       | Candidat         | Parti        | # de voix | % des voix |
|       | Andrew Saxton    | Conservateur | +24 329,  | 42,2 %     |
|       | Don Bell         | Libéral      | +21 510,  | 37,31 %    |
|       | Michael Charrois | NPD          | +05 429,  | 9,42 %     |
|       | Jim Stephenson   | Vert         | +06 221,  | 10,79 %    |
|       | Tunya Audin      | Libertarien  | +00166,   | 0,29 %     |
| Total | Total            | Total        | 57 655    | 100 %      |